# Vérszívó démonok
A Vérszívó démonok Christopher Moore amerikai író regénye, a Love Story-trilógia első része. Először 1995-ben adta ki a Simon & Schuster, a magyar kiadásra 2008-ban került sor.

## Történet
|  | Alább a cselekmény részletei következnek! |

Jody igazából nem akart vámpír lenni. De amikor egyszer egy sikátorban ébred – karján égési sérülések, testén egy szemetes konténer, végtagjaiban természetfeletti erő, torkában valami furcsa szomjúság –, rá kell döbbennie, hogy ebben a kérdésben senki nem kérte ki a véleményét. Valaki vámpírt csinált belőle, és kész. Egy vámpír élete azonban sokkal bonyolultabb, mint egy irodai alkalmazotté. Az éjszaka számtalan kihívást rejteget Jody számára, és itt jön a képbe C. Thomas Flood, aki éppen most érkezik San Franciscóba, azzal a feltett szándékkal, hogy író legyen. De a körülmények egészen más irányba sodorják a fiút. Éjszakai munkát vállal egy szupermarketben, és amikor a sors egy gyönyörű, bár élőhalott és vérszívó lány karjaiba löki, ő menthetetlenül beleszeret. Jody és Tommy összeköltözik, de az élet csupa veszély, ha az ember egy vámpírral él együtt. Bizonyos esetekben jól jöhet egy füzér fokhagyma, egy közepes méretű feszület... vagy végső esetben egy kihegyezett karó.
|  | Itt a vége a cselekmény részletezésének! |

## Magyarul
- Vérszívó démonok; ford. Pék Zoltán; Agave Könyvek, Bp., 2008

## Hazai fogadtatás
A Vérszívó démonok ideális időben jelent meg, a vámpírregények népszerűsödésének kezdetekor, így mindennél nagyobb közönséghez eljutott. E mellett kritikai sikert is aratott, így nem volt meglepő, hogy a következő két évben a trilógia további részei is megjelentek.